# イェリー・ダラーニ
イェリー・ダラーニまたはジェリー・ダラニー（Jelly d'Aranyi, マジャル語ではd'Arányi, 1893年5月30日 ブダペスト - 1966年3月30日 フィレンツェ）は、ハンガリー出身の女性ヴァイオリニスト。姉アディラ・ファキーリも著名なヴァイオリニストであった。大おじにヨーゼフ・ヨアヒムがいる。なお、本来の姓はアラーニ・デ・フニャドヴァール（Aranyi de Hunyadvár）である。

## 経歴
当初はピアノを学ぶが、ブダペストのフランツ・リスト音楽院でイェネー・フバイに師事したのを機にヴァイオリンに転向した。欧州や米国で独奏者ならびに室内楽奏者として演奏旅行を続けた後、ロンドンに定住。ベーラ・バルトークと共演してロンドンやパリでヴァイオリン・ソナタのリサイタルを開いた。バルトークの2つのヴァイオリン・ソナタ（第1番、第2番）は、いずれも姉アディラに献呈されてはいるが、ロンドンでの初演は共に、作曲者自身のピアノとイェリーのヴァイオリンによってであった。
古典派・ロマン派・近代音楽の秀逸な解釈で知られており、モーリス・ラヴェルはピアノ伴奏版の《ツィガーヌ》を、ヴォーン・ウィリアムズは《アカデミックな協奏曲》をダラーニに献呈している。また、グスターヴ・ホルストは《2つのヴァイオリンのための二重協奏曲》を姉妹のために作曲した。
1937年には、ローベルト・シューマンの《ヴァイオリン協奏曲》のロンドン初演を行なった。1933年に降霊術に参加した際に、シューマン本人の霊からこの協奏曲についてのメッセージを託されたとして、世界初演の権利を得ようとしたが、この望みは叶わなかった。